# Línea 140 (Montevideo)
La línea 140 es una línea urbana de Montevideo, que une la Ciudadela con Portones Shopping. El recorrido une Portones con la Ciudadela.

## Características
En la actualidad, presenta un servicio muy escaso de tres servicios en la vuelta y dos servicios en la ida de lunes a viernes. No funciona en los fines de semana, días festivos, ni durante los meses de enero y febrero.

## Recorrido
| IDA: - Terminal Ciudadela - Juncal - Piedras - Cerro Largo - Florida - Mercedes - Eduardo Víctor Haedo - Juan Paullier - Avenida 18 de Julio - Luis Morquio - Avenida Américo Ricaldoni - Avenida Cataluña - Avenida Ramón Anador - Bulevar José Batlle y Ordóñez - Avenida Rivera - Arrascaeta - Verdi - Ámsterdam - Velsen - Almería - Aconcagua - Caramurú - Avenida Bolivia - (Terminal Portones) | VUELTA: - (Terminal Portones) - Avenida Bolivia - Belastiqui - Avenida Rivera - Dr.Alejandro Gallinal - Aconcagua - Almería - Hipólito Yrigoyen - Avenida Rivera - Bulevar José Batlle y Ordóñez - Avenida Ramon Anador - Avenida Alfredo Navarro - Avenida Américo Ricaldoni - Doctor Luis Morquio - Avenida 18 de Julio - Alejandro Beisso - Colonia - Río Branco - Avenida Uruguay - 25 de Mayo - Juncal - Terminal Ciudadela |

## Destinos intermedios
- Cementerio Buceo

### Destinos suprimidos
- Hotel Carrasco (servicio nocturno realizado hasta 2020)